# Stazione di Venosa-Maschito
Stazione di Venosa-Maschito vasútállomás Olaszországban, amely Venosa és Maschito településeket szolgálja ki.

## Vasútvonalak
Az állomást az alábbi vasútvonalak érintik:
- Rocchetta Sant'Antonio-Gioia del Colle-vasútvonal

## Kapcsolódó állomások
A vasútállomáshoz az alábbi állomások vannak a legközelebb:
- Stazione di Palazzo San Gervasio-Montemilone
- San Nicola di Melfi